# Дунав
Дунав (хрв. Dunav, енгл. Danube) друга је река по дужини у Европи након Волге. Његови изворишни кракови Брег и Бригах извиру испод масива Шварцвалд у Немачкој и спајају се код Донауешингена. Дунав је дугачак око 2850 km, протиче кроз неколико централноевропских главних градова, пре него што се улије у Црно море кроз делту Дунава у Румунији и Украјини.
Дунав је у историји био једна од најсталнијих граница Римског царства. Река протиче кроз 10 држава или чини њихову границу: Немачку, Аустрију, Словачку, Мађарску, Хрватску, Србију, Румунију, Бугарску, Молдавију и Украјину.

## Извор
Дунав почиње од Донауешингена где се спајају две мање реке Брег и Бригах па одатле носи назив Donau. Међутим, на мермерној плочи у Фирстенбершком парку код Донауешингена, која је много старија од монографског записа места, на самом врелу Бригаха (слика), пише: CAPUT DANUBII, тј. Глава Дунава.
Дужина Дунава кроз Србију износи 588 km.

## Етимологија
Његов латински назив је Danubius. Етимолошки је реч ο кованици (к), која произлази од речи Διος-Ζευς (Dios-Zevs), чији је букалички облик Δαν, Ζαν (Dan, Zan), све изведено од корена δι, δίος (di, dios)-сјајан, „сјај небески“.
У митологији, Зевс или Диас је Хронов и Рејин син, краљ богова и људи, бог неба и зачетник свих природних појава. Генитив од Δαν (Dan) је Δανου (Danou). Други члан имена Danubius је bius, који је произашао од речи βίος bios, латински vivus, тј. живот, посебно људски живот.

## Хидрографија
Дунав је једина велика европска река која тече од запада према истоку. Након пута од 2850 km река се улива у Црно море у подручју делте Дунава (4 300 km²) у Румунији и Украјини. За разлику од осталих река, дужина Дунава мери се од ушћа до извора, а полазном тачком сматра се светионик у Сулини на Црном мору. Слив Дунава има површину 805.000 km².
Притоке које су већином у Алпима уливају се с десне стране. Од извора до ушћа највеће притоке Дунава су:
- Илер са 70 m³/s
- Лех са 200 m³/s
- Наб са 49 m³/s
- Алтмил са 17 m³/s
- Изар са 174 m³/s
- Ин са 163 m³/s
- Траун са 150 m³/s
- Енс са 195 m³/s
- Морава са 108 m³/s
- Раба са 63 m³/s
- Вах са 152 m³/s
- Хрон са 55 m³/s
- Ипељ са 22 m³/s
- Шио, из Балатона,
- Драва са 577 m³/s
- Тиса са 794 m³/s
- Сава са 1 564 m³/s
- Тамиш са 47 m³/s
- Велика Морава са 232 m³/s
- Млава са 37 m³/s
- Тимок са 31 m³/s
- Жиу са 86 m³/s
- Искар са 54 m³/s
- Олт са 174 m³/s
- Јантра са 47 m³/s
- Арђеш са 73 m³/s
- Јаломица са 45 m³/s
- Сирет са 240 m³/s
- Прут са 110 m³/s

## Геологија
Геолошки гледано Дунав је много старији од Рајне чији утицајни слив парира дунавском у источној Немачкој. Будући да је Рајна једина алпска река која тече према Северном мору, може се повући невидљива црта која раздваја делове источне Немачке и која се понекад назива Европско развође.
Пре последњег леденог доба у плеистоцену Рајна је извирала у југозападном делу Шварцвалда, а воде с Алпа које данас улазе у Рајну текле су у изворни Дунав (Urdonau). Делови ове бивше реке, која је била много већа од данашњег Дунава, могу се видети у кањонима Швапске Јуре. Након формирања горње рајнске долине ерозијом већина алпских вода је почела да тече у Рајну, због чега је данашњи горњи Дунав много мањи од пријашњег.
Будући да Швапску Јуру карактерише порозни кречњак и будући да је раздаљина положаја Рајне нижа од раздаљине положаја Дунава, подводне реке односе много воде из Дунава у Рајну. Током лета, кад је у Дунаву мало воде, река зна потпуно нестати у подземне канале на два места у Швапској Јури, што се назива Donauversickerung, тј. нестајање Дунава. Вода се враћа на површину 12 km јужно од Ахтопфа, северно од Боденског језера, чиме улази и у Рајну. Будући да огромне количине подводне воде нагризају кречњак, претпоставља се да ће горњи ток Дунава једног дана и потпуно нестати у корист Рајне.

## Географија
Почетак Дунава чине две речице у Шварцвалду, Брег и Бригах. Извор Брега је близу Фуртвангена, на 1.078 m висине. Будући да ова речица прелази дужи пут, географски се сматра извором Дунава. Две речице спајају се у Донауешингену, где се, у парку дворца, налази фонтана из 19. века звана „Donauquelle“ која симболизује службени извор реке. Дунав из Баден-Виртемберга, где пролази кроз Сигмаринген и Улм, улази преко Баварске (Регензбург и Пасау) у северну Аустрију (пролазећи кроз Линз и Беч), па кроз југ Словачке где пролази кроз Братиславу, прелази преко Мађарске (кроз Будимпешту) од севера према југу и улази у источну Хрватску (пролазећи крај Вуковара) и северну Србију. Пролазећи кроз Нови Сад и Београд, река касније ствара границу између Србије и Румуније, па касније и између Румуније и Бугарске, након чега се улива у Црно море у Румунији, стварајући велику делту на граници с Украјином. Република Молдавија је 1990. године, добила приступ на отприлике 300 m леве обале реке код Гиургилиестја (између градова Галац и Рени).
Делта Дунава је заштићена природна регија у Румунији и Украјини где се налази шума Летеа. Делту је Унеско означио као светску баштину 1991. године. Румунија која је 1984. године, отворила канал од 64 km од Чернаводе до Црног мора, чиме је скратила пут од 400 km, изразила је забринутост због еколошких последица изградње канала Дунав-Црно море с украјинске стране.
Удео појединих земаља у дунавском сливу је следећи:
| Земља     | укупна дужина | десна обала | десна обала | десна обала     | обе обале | обе обале | лева обала | лева обала | лева обала                |
| Земља     | укупна дужина | km          | %           | Дужина тока     | km        | %         | km         | %          | дужина тока               |
| --------- | ------------- | ----------- | ----------- | --------------- | --------- | --------- | ---------- | ---------- | ------------------------- |
| Немачка   | 687,00        | 658,6       | 23          | 2888,77–2230,20 | 658,6     | 36        | 687,0      | 24         | 2888,77–2201,77           |
| Аустрија  | 357,50        | 357,5       | 12          | 2230,20–1872,70 | 321,5     | 18        | 321,5      | 11         | 2201,77–1880,26           |
| Словачка  | 172,06        | 22,5        | 1           | 1872,70–1850,20 | 22,5      | 1         | 172,1      | 6          | 1880,26–1708,20           |
| Мађарска  | 417,20        | 417,2       | 14          | 1850,20–1433,00 | 275,2     | 15        | 275,2      | 10         | 1708,20–1433,00           |
| Хрватска  | 137,50        | 137,5       | 5           | 1433,00–1295,50 | 6,0       | 4         | 6,0        | 4          | 1433,00-1427,00           |
| Србија    | 587,35        | 449,9       | 16          | 1295,50–845,65  | 220,5     | 12        | 358,0      | 12         | 1433,00–1075,00           |
| Румунија  | 1075,00       | 374,1       | 13          | 374,10–0,00     | 319,6     | 18        | 1020,5     | 35         | 1075,00–134,14 79,63–0,00 |
| Бугарска  | 471,55        | 471,6       | 16          | 845,65–374,10   | 0,0       | 0         | 0,0        | 0          |                           |
| Молдавија | 0,57          | 0,0         | 0           |                 | 0,0       | 0         | 0,6        | 0          | 134,14–133,57             |
| Украјина  | 53,94         | 0,0         | 0           |                 | 0,0       | 0         | 53,9       | 2          | 133,57–79,63              |

## Дунав у античкој књижевности
Тацит каже да Дунав извире на лаганим, благим падинама планине Абнобе, пролази кроз многе народе, и најзад се, у шест рукавца, пробија у Црно море, а седми рукавац се губи у мочварама.
Абноба је данашњи Шварцвалд. На питање где је извор Дунава, стари географи су давали различите одговоре; уосталом, ни данас није сасвим јасно, јер вода из „извора Дунава“ у Донауешингену не тече даље самостално, већ се улива (подземним каналом) у реку Бригах.
По Херодоту, горњи део ове реке, од Тимока до извора звао се Δανουβιος (Danouvios), док је доњи део Ιστρος (Istros). Ова ономастика је такође кованица од речи 'ιςτια или 'εστία (istia или estia)-огњиште, што значи на огњишту гостољубиво примити или хранити и другог члана или дела, од речи ρεο, ροος, ρους (рео, роос, роус)-струја, река, лат. rivus. Danubius дакле значи Зевсова, река живота, „божанска река“, односно „краљица свих река“. Истоветан је и значај имена Istros, река хранитељица. Из овога се може закључити да је Дунав персонификација бога Диоса или Зевса у горњем току, посебно Средњег Подунавља, док је Истрос персонификација богиње Хестије, најстарије Хронове и Рејине кћери.
Хестија је једно од дванаест олимпских божанстава и персонификација ватре на огњишту, што асоцира на огњишта Лепенског Вира. Зевс јој је доделио почасно место у средишту сваке куће, као и у свим храмовима, где су јој приношене жртве. Зевса-Диоса (Дунав) хране и снабдевају нектаром и амброзијом многобројне речне лепотице-нимфе тј. притоке са леве и десне стране, а то су притоке Средњег Подунавља.

## Режим пловидбе

### Режим пловидбе до Првог светског рата
Начела о слободи пловидбе на међународним рекама, донета на Бечком конгресу 1815, примењена су на Дунав Париским уговором из 1856. Да би се обезбедила примена ових начела, Париски уговор предвидео је формирање двеју комисија: привремене, под називом Европска комисија чији је мандат имао да траје две године, и сталне, Прибрежне комисије. У Европску комисију ушли су представници великих сила: Француске, Аустрије, Велике Британије, Пруске, Русије, Пијемонта и Турске и њена надлежност простирала се од ушћа Искара. У Прибрежну комисију ушли су представници Аустрије, Баварске, Турске и Виртемберга, као и комесари трију подунавских кнежевина — Влашке, Молдавије и Србије, чије је наименовање одобравала Порта. Надлежност ове комисије простирала се на цео пловни ток Дунава.
Европској комисији стављено је у задатак рашчишћавање делте Дунава, како би се омогућила пловидба за веће бродове, а Прибрежна комисија имала је задатак да донесе правила о пловидби, речној полицији, да отклони све сметње које онемогућавају примену начела Бечког конгреса, и да након две године преузме све послове из надлежности Европске комисије. Међутим, Прибрежна комисија потиснута је у позадину, а Европској комисији стално је продужаван мандат и проширивана надлежност. На тај начин Европска комисија постала је стално тело које је имало право да доноси уредбе, наплаћује таксе, врши полицијски надзор, закључује зајмове, кажњава преступе; имала је своју заставу, а њени чланови уживали су дипломатски имунитет. Велике силе обезбедиле су на тај начин себи контролу и право непосредног управљања, чиме су грубо повређена права прибрежних држава.
Решење дунавског питања у то време одражавало је у основи политичке односе у Европи. Париским конгресом окончан је Кримски рат, у коме су се сукобиле опречне империјалистичке тежње великих сила по питању Балкана и Подунавља. Русија је потиснута са Дунава, а чак је и њено право на Црном мору било ограничено, будући да јој је забрањено да ту држи своју ратну морнарицу и да одржава и изграђује војна утврђења. С друге стране, политички и економски утицај Аустрије све се више осећао, не само на Дунаву, него и у појединим областима Балкана. Коначно треба истаћи »да је Енглеска настојала да учврсти свој политички утицај у Подунављу и на тај начин олакша постепено економско продирање у те земље«. Прибрежне земље, пре свега Румунија и Србија, биле су исувише слабе да се супротставе притиску великих сила, односно заштите своја суверена права. Према томе, политички моменти играли су пресудну улогу у решавању дунавског питања у то време.
У Србији се поред Дунава налази седам тврђава: Бач, Петроварадин, Београдска тврђава, Смедеревска тврђава, Рам, Голубац и Фетислам (Кладово).

### Режим пловидбе између два рата
Режим пловидбе између два рата био је регулисан уговорима о миру из 1919. и 1920. и дефинитивним статутом Дунава од 23. јула 1921. године. У погледу правног регулисања, сви ови акти су само санкционисали одредбе Париског уговора из 1856, па и проширили права великих сила. Међутим, са политичке стране, ситуација је из темеља измењена. Симултана пропаст Аустро-Угарске, царске Русије и Отоманске империје, довела је западноевропске силе у доминирајућу позицију на Дунаву.
Статут је гарантовао слободу пловидбе на Дунаву од Улма до ушћа за све бродове, без обзира чију заставу носе, и то не само на Дунаву, но и његовим притокама Морави и Таји, на делу који чини границу између Аустрије и Чехословачке, Драви од Барча, Тиси од Самоша и Моришу од Арада, као и на пловним каналима који би се у будућности евентуално израдили.
Управа над Дунавом била је поверена двема комисијама: Европској, која је имала иста овлашћења као и пре Првог светског рата, и Међународној дунавској комисији. У Европску комисију ушле су Енглеска, Италија, Француска и Румунија, а одстрањене су побеђена Немачка и Русија. Ова комисија имала је широка законодавна, судска, административна и финансијска овлашћења, те је њој било и поверено обезбеђење слободе пловидбе. Надлежност ове комисије простирала се од Браиле до мора.
Међународну дунавску комисију сачињавали су представници прибрежних држава, као и представници Француске, Велике Британије и Италије. Њена надлежност простирала се од Улма до Браиле, али њена улога сводила се углавном на право надзора. Дунавски статут из 1921. измењен је Синајским споразумом од 18. августа 1938, а нешто касније употпуњен Букурешким уговором од 1. марта 1939. Ова два уговора изменила су у основи режим пловидбе, и то на начин супротан слову Статута ит 1921. Ревизију Статута условиле су тадашње политичке кризе у Европи.
Вековне тежње Немачке продора на Исток (Drang nach Osten) после окупације Аустрије 1938. изгледале су Трећем немачком рајху близу остварења. Маја месеца 1938. Немачка је донела закон којим је предвидела амелиорацију и изградњу канала који би спајао Рајну и Дунав. Истовремено је предвиђено да се Дунав оспособи за пловидбу од мађарске границе. Цео тај план требало је да буде завршен до 1945. године. На међународном плану Немачка је иступила са паролом »Дунав подунавским народима«. Румунија, већ одавно незадовољна својом улогом у Европској комисији придружила се ревизионистичкој политици. У борби око групације двају табора пред Други светски рат, односно придобијања појединих земаља, Велика Британија и Француска пристале су коначно на захтев Румуније. Као резултат тога дошло је до потписивања Синајског споразума. Румунско министарство иностраних послова издало је тим поводом саопштење у коме се истиче да Статут од 1921. није био у складу са сувереношћу Румуније, па је отуда замењен Синајским споразумом. Европска дунавска комисија и њени службеници, у смислу члана 1. наведеног споразума, престали су да врше своја права, а сама Комисија је изгубила надлежност по низу административних питања.
Неколико месеци после тога 1. марта 1939, потписан је у Букурешту Споразум о пријему Немачке у Европску дунавску комисију и приступању Немачке и Италије Синајском споразуму. Ревизија Статута из 1921. извршена је супротно његовим изричитим одредбама, нарочито члану 42, који предвиђа да Статут може бити ревидиран само на захтев две трећине држава потписница. Такав поступак изазвао је реакцију низа земаља, међутим, званичан протест потекао је једино од Југославије, која је у својој ноти од 12. априла 1939. године истакла да Синајски и Букурешки споразум представља за њу, res inter alios acta.
Јула месеца 1940. на основу ултиматума Совјетског Савеза, Румунија је предала Бесарабију Совјетском Савезу, који је на тај начин постао прибрежна држава. Нешто касније потписан је у Бечу Протокол о учешћу Совјетског Савеза у администрацији горњег тока Дунава. У току Другог светског рата пуну контролу над Дунавом имала је Немачка.
Потребно је коначно указати на чињеницу да је у периоду између два рата, а посебно у годинама непосредно пре Другог светског рата, промет на Дунаву далеко заостајао за прометом на другим европским рекама, што је била последица природних препрека које нису могле бити отклоњене услед политичких сукоба.

### Режим пловидбе после Другог светског рата до данас
Регулисање пловидбе на Дунаву после Другог светског рата ушло је у круг питања од прворазредног значаја. У члану 34. уговора о миру са Бугарском, чл. 38. са Мађарском, чл. 36. са Румунијом истакнуто је да ће пловидба на Дунаву бити отворена за трговину свих земаља. Исто начело дошло је до изражаја и у Резолуцији Економско-социјалног савета Уједињених нација од 28. јануара 1947. године.
На заседању министара спољних послова великих сила, одржаном у Њујорку децембра 1946, издата је заједничка декларација у којој се предлаже сазивање конференције која би регулисала питање пловидбе на Дунаву. Позив је упућен свим прибрежним земљама: Совјетском Савезу, Украјини, Бугарској, Румунији, Југославији, Чехословачкој и Мађарској, као и трима великим силама САД, Великој Британији и Француској.
На конференцији која је одржана у Београду, јула-августа 1948, појавила су се размимоилажења између учесника. Западне силе изашле су са тезом да је Статут из 1921. на снази те да га је могуће мењати само сагласношћу свих држава потписница. Насупрот томе, представници пребрежних држава тврдили су да Статут из 1921. није на снази те да конференција има carte blanche и право да регулише дунавски проблем независно од дотадашњих правних аката. Указали су при томе да је Статут измењен без сагласности држава потписница и друго, да је Статут у супротности са одредбама Завршног акта Бечког конгреса. Права која су велике силе стекле Статутом из 1921, а раније Париским уговором, водила су првенствено рачуна о интересима великих сила, а не и интересима прибрежних држава. Прихватањем начела слободе пловидбе на међународним рекама, међународна заједница пошла је од економских момената и потреба међународне трговине. Међутим, велике силе, кроз свој положај у комисијама, користиле су та права, у великој мери, у циљу политичке доминације.
На Београдској конференцији, 18. августа 1948. усвојена је Конвенција о режиму пловидбе на Дунаву, на бази предлога који је на самој конференцији поднео Совјетски Савез, уз неке мање исправке. Конвенцију су потписале: Бугарска, Чехословачка, Румунија, Југославија, Мађарска, СССР и Украјина, а накнадно 1960. пришла је Аустрија, која је на конференцији била само посматрач, будући да у то време није био решен њен послератни статус. САД су гласале против конвенције, а представници Француске и Велике Британије одбили су да учествују у гласању, истичући да Статут из 1921. сматрају још увек важећим. Савезна Република Немачка је једина подунавска земља која није била чланица Конвенције из 1948, све до рушења Берлинског зида и распада Источног блока.

#### Основна начела Конвенције из 1948.
Полазећи од потребе јачања економских и културних веза између држава, конвенција у чл. 1. прокламује начело слободе за држављане, трговачке бродове и робу свих држава »на бази равноправности, у погледу лучких и пловидбених такси, као и у погледу услова трговачке пловидбе«. С друге стране, водећи рачуна о интересима прибрежних земаља и њеним сувереним правима, Конвенција забрањује пловидбу ратних бродова неприбрежних земаља. Што се тиче пловидбе ратних бродова подунавских земаља, они могу пловити само у својим територијалним водама, а у туђе воде могу упловити само уз претходну сагласност односне државе. На тај начин начело слободе пловидбе, у чијем основу лежи идеја о свеопштем економском интересу, доведена је у склад са потребама безбедности прибрежних држава.
Режим установљен поменутом Конвенцијом, за разлику од режима који је важио у периоду између два рата, односи се само на пловни део Дунава од Улма до Црног мора, а у делти само на рукавац Сулине, а не и на целу делту, нити на притоке Дунава.
Стало се при томе на становиште да пловни путеви који спајају само две земље нису од посебног, општег интереса па их отуда треба решавати на бази двостраних уговора. Тако је, на пример, 1955. Југославија закључила споразум са Мађарском о пловидби реком Тисом.
Право каботаже, »месни промет, пилотажа« резервисано је искључиво за прибрежне земље. Страни бродови који плове Дунавом имају право уласка у луке, истовара и утовара робе, укрцавања и искрцавања путника, само на основу прописа односне прибрежне земље. Санитарну, царинску и полицијску службу на Дунаву врше подунавске земље.

## Значај Дунава за унутрашњу пловну мрежу Србије
Ријечни саобраћај код нас, а у свијету транспорт на унутрашњим пловним путевима или унутрашња пловидба, је веома значајан вид транспорта терета, док је његова улога незнатна у превозу путника у односу на друге копнене видове путничког саобраћаја и транспорта. С тим у вези, у овом раду ћемо се сконцентрисати углавном на допринос Дунава на повезивање битних лука и индустријских центара и његов допринос транспорту терета. Као што је познато, већи дио индустрије, привредних и услужних дјелатности дугује много за свој опстанак и прогрес ниским трошковима добијања сировина, репродукционих материјала, енергије, контејнера и других јединичних терета. Неке индустријске гране могу једино изаћи на тржиште преко унутрашњег водног транспорта, јер су други видови транспорта неприхватљиви (нпр. грађевинска индустрија, рударство, металургија, хемијска и нафтна индустрија итд.). Дунав је за Србију замјена за море и ријека од највећег значаја. У првом дијелу овог рада ћемо се сконцентрисати на опште карактеристике ријечног бродарства Србије, као и флоте Србије и размотрити постојеће податке о њима. Даље у раду описаћемо мрежу унутрашњих пловних путева Србије, са посебним акцентом на карактеристике Дунава. У трећем дијелу овог рада размотрићемо квантитативно значај пловног пута у Србији за транспорт робе и путника. У последњем дијелу овог рада описаћемо однос Просторног Плана Републике Србије према Подунављу.

## Речно бродарство Србије

### Општа разматрања положаја речног бродарства Србије у европском окружењу
Флота на европским унутрашњим пловним путевима обухвата 38400 пловних јединица носивости око 2800000 т крајем 20. вијека. Флота на Рајни и Дунаву обухвата највећи број пловила, али она није подједнако распоређена између обалских држава. Око половине флоте по тонажи на Рајни припада Холандији, четвртина Њемачкој, а остатак чине флоте Белгије, Француске и Швајцарске. На Дунаву, Румунија поседује највећу флоту (33,8%), Украјина (25%), док се остали део дели између Србије, Бугарске, Словачке, Мађарске и Аустрије. Хрватска и Немачка имају незнатно учешће. Анализа дунавске флоте по носивости показује да се 75% бродова по носивости налази у границама између 1000 и 3000 т. У оквиру ове групе једна трећина се односи на бродове између 1500 и 2000 т. Друга група, навише заступљена по носивости, обухвата пловила између 1000 и 1500 т. Дунавска флота Аустрије, Бугарске, Њемачке, Румуније и Словачке обухвата бродове веће носивости него флота Србије и Мађарске. Више од 40% укупне флоте на Дунаву се може користити на каналу Мајна – Дунав у погледу димензије бродова, потисница и комора бродских предводница. Анализа рајнске флоте по носивости у поређењу са дунавском флотом показује да је просјечна носивост пловила на Рајни релативно мања. Носивост бродова на Рајни обухвата преко 30% бродова носивости до 1000 т и 57% бродова између 1000 т и 3000 т. Значајна разлика постоји између видова експлоатације или начина кориштења превозних средстава између Рајне и Дунава. Систем тегљења више постоји на Рајни. Моторни теретњаци данас чине 25% флоте на Рајни. На Дунаву, систем потискивања се брзо ширио последњих деценија, али није у потпуности замијенио систем тегљења, јер систем тегљења и даље обухвата 25% дунавске флоте по носивости. Систем потискивања доминантан на Дунаву са учешћем од 63%, док је учешће моторних теретњака изузетно мало са око 10% у односу на укупну носивост дунавске флоте. Број ријечних бродарстава у земљама Еу прелази 10 хиљада, од којих 95% посједује само један или два брода. Мала бродарства чине кичму европске унутрашње пловидбе и њихово учешће је стабилно у дугорочном периоду. На Дунаву, у земљама Југоисточне Европе је потпуно обрнута ситуација. Ове земље, укључујући Србију, имају углавном једну велику компанију која посједује велику флоту и ужива право релативне заштите у домаћој и међународној размјени. Међутим, у већини подунавских земаља ове компаније су се трансформисале у мања бродарства, а поред њих постоји и већи број приватних и мјешовитих компанија. У Европи не постоји јединствено тржиште за ријечно бродарство упркос фрагментима у разним ријечним басенима и каналским везама.

### Флота на унутрашњим пловним путевима Србије
Ријечна флота Србије редовно је уништавана ратом и разним економским ситуацијама. Она није обнављана у нормалним природним фазама развоја са новоизграђеним бродовима, већ на разне друге начине : репарације, набавка пловних бродова, реконструкција старих пловила итд. Међутим и поред овакве ситуације, Србија је увијек била на једном од прва три мјеста са Румунијом и Украјином, мјерено према дужинама пловног пута, бројем и носивошћу своје флоте.
У зависности од технологије превожења постојећа ријечна флота Србије се може подијелити на следећи начин:
1. Систем потискивања који обухвата потискиваче и саставе потисница
2. Систем тегљења који обухвата тегљаче и саставе или поворке тегљеница
3. Систем самоходних теретњака који обухвата моторно теретне бродове или моторне теретњаке
4. Комбинације наведених система које обухватају моторни теретњак или брод са потисницама или тегљеницама у саставу

## Мрежа унутрашњих пловних путева Србије
Унутрашњи пловни путеви Србије припадају Дунавској мрежи унутрашњих пловних путева у Европи. Мрежу ових пловних путева чине ријеке: Дунав, Сава и Тиса као пловне саобраћајнице, Тамиш и Бегеј као мање пловне ријеке и мрежа пловних канала Дунав – Тиса – Дунав укупне дужине око 1677 km. Мрежа унутрашњих пловних путева Србије обухвата природне и вјештачке пловне путеве (каналски систем Дунав – Тиса – Дунав). Главни међународни пловни пут у Србији је ријека Дунав, чије се учешће у обиму промета транспорта терета мијења између 80-90% годишње у односу на остале унутрашње пловне путеве Србије.

## Галерија
- Плажа на Дунаву
- Залазак Сунца на средњем току Дунава.
- Дунав код Апатина - Велики Лиман.
- Београд-Александрија, Брод Колубара
- Рибарски чамац код села Баноштра, Срем.
- Дунав код Смедерева.